# Phonétique et phonologie du roumain
Pour un article plus général, voir Roumain.
Cet article traite du système des phonèmes et des phones du roumain standard du XXIe siècle, ainsi que des modifications phonétiques importantes qui ont eu lieu dans l’évolution du latin au roumain.

## Phonétique et phonologie du roumain duXXIesiècle
Le système des phonèmes du roumain comprend sept voyelles, dont l’un, /ɨ/, ne se trouve pas dans les langues romanes occidentales.
Parmi les 20 phonèmes consonantiques du roumain il y en a une absente des langues romanes occidentales, /h/, prononcée comme en anglais, par exemple.
Selon la conception la plus répandue, le roumain possède aussi quatre semi-voyelles ([e̯], [o̯] [j] et [w], qui forment de nombreuses diphtongues et triphtongues avec diverses voyelles. L’une des semi-voyelles, [j] a une variante en fin de mot, après une consonne, notée [ʲ] et appelée i à peine perceptible, chuchotée ou asyllabique.

### Voyelles
Les points d’articulation des voyelles du roumain sont les suivants :
|                       | Antérieures                       | Centrales                         | Postérieures                      |                                   |                                   |
| Fermées               | \| i[2] • ɨ • u[3] e • o ə a • \| | \| i[2] • ɨ • u[3] e • o ə a • \| | \| i[2] • ɨ • u[3] e • o ə a • \| | \| i[2] • ɨ • u[3] e • o ə a • \| | \| i[2] • ɨ • u[3] e • o ə a • \| |
|                       | \| i[2] • ɨ • u[3] e • o ə a • \| | \| i[2] • ɨ • u[3] e • o ə a • \| | \| i[2] • ɨ • u[3] e • o ə a • \| | \| i[2] • ɨ • u[3] e • o ə a • \| | \| i[2] • ɨ • u[3] e • o ə a • \| |
| Mi-fermées            | \| i[2] • ɨ • u[3] e • o ə a • \| | \| i[2] • ɨ • u[3] e • o ə a • \| | \| i[2] • ɨ • u[3] e • o ə a • \| | \| i[2] • ɨ • u[3] e • o ə a • \| | \| i[2] • ɨ • u[3] e • o ə a • \| |
| Moyenne               | \| i[2] • ɨ • u[3] e • o ə a • \| | \| i[2] • ɨ • u[3] e • o ə a • \| | \| i[2] • ɨ • u[3] e • o ə a • \| | \| i[2] • ɨ • u[3] e • o ə a • \| | \| i[2] • ɨ • u[3] e • o ə a • \| |
|                       | \| i[2] • ɨ • u[3] e • o ə a • \| | \| i[2] • ɨ • u[3] e • o ə a • \| | \| i[2] • ɨ • u[3] e • o ə a • \| | \| i[2] • ɨ • u[3] e • o ə a • \| | \| i[2] • ɨ • u[3] e • o ə a • \| |
|                       | \| i[2] • ɨ • u[3] e • o ə a • \| | \| i[2] • ɨ • u[3] e • o ə a • \| | \| i[2] • ɨ • u[3] e • o ə a • \| | \| i[2] • ɨ • u[3] e • o ə a • \| | \| i[2] • ɨ • u[3] e • o ə a • \| |
| Ouverte               | \| i[2] • ɨ • u[3] e • o ə a • \| | \| i[2] • ɨ • u[3] e • o ə a • \| | \| i[2] • ɨ • u[3] e • o ə a • \| | \| i[2] • ɨ • u[3] e • o ə a • \| | \| i[2] • ɨ • u[3] e • o ə a • \| |
| i • ɨ • u e • o ə a • |                                   |                                   |                                   |                                   |                                   |

En fait, le système vocalique du roumain se caractérise par les allophones [e̞], [o̞] et [ä] des phonèmes /e/, /o/ et /a/, respectivement, mais pour simplifier, nous utilisons seulement les transcriptions de ces derniers.
La graphie des voyelles est représentée dans le tableau ci-dessous :
| Voyelle | Graphie | Exemple                        |
| ------- | ------- | ------------------------------ |
| /a/     | a       | ac [ak] « aiguille »           |
| /e/     | e       | elev [eˈlev] « élève »         |
| /i/     | i       | inimă [ˈi.ni.mə] « cœur »      |
| /o/     | o       | om [om] « homme, être humain » |
| /u/     | u       | urs [urs] « ours »             |
| /ə/     | ă       | ăsta [ˈəs.ta] « celui-ci »     |
| /ɨ/     | â       | câmp [kɨmp] « champ »          |
| /ɨ/     | î       | înger [ˈɨnd͡ʒer] « ange »       |

Par rapport au latin, le roumain possède deux voyelles de plus, présentes dans des mots d’origine latine mais aussi dans des emprunts.
La voyelle /ə/ (transcrite ă) provient le plus souvent d’un /a/ latin atone : latin casa > roumain casă [ˈkasə] « maison ». La même évolution a eu lieu dans les mots non latins terminés en /a/ : italien barca > barcă [ˈbarkə] « barque », slave škola > școală [ˈʃko̯alə] « école ». La transcription API de cette voyelle peut être déroutante, étant donné qu’en roumain ce n’est pas une voyelle réduite, pouvant être non seulement atone, comme dans d’autres langues, mais aussi tonique, dans des mots monosyllabiques (păr [pər] « cheveux ») aussi bien que polysyllabiques : mătură [ˈməturə] « balai ».
La voyelle /ɨ/ (transcrite â et î), qui se trouve aussi dans des langues slaves telles le russe et le polonais, provient en fait d’une voyelle latine tonique : canto > cânt [kɨnt] « je chante », ventus > vânt [vɨnt] « vent », rivus > râu [rɨw] « rivière ». Dans les emprunts, cette voyelle se trouve notamment dans des mots d’origine slave : sventŭ > sfânt [sfɨnt] « saint ».
Il y a quelques mots étrangers utilisés en roumain sans être assimilés phonétiquement (par exemple bleu, führer), dans lesquels on trouve deux voyelles étrangères au système vocalique roumain : [ø] et [y]. Les normes orthoépiques prescrivent la prononciation de ces mots, ainsi que celle des noms propres étrangers, le plus près possible de leur prononciation originelle.

### Semi-voyelles
La question des semi-voyelles est controversée. Traditionnellement on en compte quatre :
| Semi-voyelle | Graphie | Exemples                                                  |
| ------------ | ------- | --------------------------------------------------------- |
| [e̯]          | e       | stea [ste̯a] « étoile », seară [ˈse̯arə] « soir »           |
| [j]          | i       | iepure [ˈje.pu.re] « lièvre », polei [poˈlej] « verglas » |
| [o̯]          | o       | moară [ˈmo̯a.rə] « moulin », floare [ˈflo̯are] « fleur »    |
| [w]          | u       | plouă [ˈplo.wə] « il pleut », cadou [kaˈdow] « cadeau »   |

Certains auteurs ne prennent pas en compte [o̯] mais la considèrent pareille à [w] et utilisent cette seule transcription, prenant donc en compte trois semi-voyelles. Chițoran 2002 ne considère comme semi-voyelles que [j] et [w]. Les deux autres, [e̯] et [o̯] ne sont jamais des phonèmes selon elle, mais seulement des éléments asyllabiques des diphtongues [e̯a] et [o̯a], respectivement. À noter que selon certains linguistes, [j] et [w] sont des consonnes du point de vue phonologique et ne sont des semi-voyelles ou des semi-consonnes que du point de vue de la phonétique articulatoire, les classant parmi les consonnes spirantes. D’après d’autres linguistes, ce ne sont ni des consonnes ni des voyelles mais une catégorie de phones à part, dénommés par le terme anglais glides.
Après une consonne, en fin de mot ou à la fin du premier élément d’un mot composé, on peut entendre un son controversé, transcrit phonétiquement [ʲ] et ayant la graphie i. Pour certains linguistes (par exemple Emil Petrovici (en)), ce n’est pas un phone à part, mais ils considèrent la consonne affectée par ce son comme une consonne palatalisée qui serait un phonème à part. D’autres linguistes voient dans [ʲ] une variante de [j] qui palatalise la consonne qui la précède sans en faire un phonème à part. Le plus souvent c’est l’un des morphèmes du pluriel des noms et des adjectifs (ex. viespe [vjespe] « guêpe » – viespi [vjespʲ] « guêpes »), ainsi que de la 2e personne du singulier des verbes aux modes indicatif et subjonctif : văd [vəd] « je vois » – vezi [vezʲ] « tu vois ». Le son [ʲ] est appelé « i chuchoté ou asyllabique », ou bien « semi-voyelle brève ».
À noter que ces morphèmes ne sont pas toujours prononcés [ʲ]. Lorsqu’ils sont précédés d’une voyelle, ils se prononcent [j] (boi [boj] « bœufs », tu continui [konˈti.nuj] « tu continues »), et après un groupe de trois consonnes – [i] : albaștri [alˈbaʃ.tri] « bleus ».

### Diphtongues
Si l’on accepte l’idée que le roumain possède quatre semi-voyelles, le roumain est très riche en diphtongues.
Diphtongues descendantes (dont la semi-voyelle est le second élément) :
Voyelle + [j] :
| Diphtongue | Graphie | Exemple                            |
| ---------- | ------- | ---------------------------------- |
| aj         | ai      | tai [taj] « je coupe »             |
| əj         | ăi      | răi [rəj] « mauvais, méchants »    |
| ɨj         | âi      | mâine [ˈmɨj.ne] « demain »         |
| ej         | ei      | ulei [uˈlej] « huile »             |
| ij         | ii      | copii [koˈpij] « enfants »         |
| oj         | oi      | oi [oj] « moutons »                |
| uj         | ui      | pui [puj] « petit(s) d’un animal » |

Voyelle + [w] :
| Diphtongue | Graphie | Exemple                                      |
| ---------- | ------- | -------------------------------------------- |
| aw         | au      | dau [daw] « je donne »                       |
| əw         | ău      | rău [rəw] « mauvais, méchant »               |
| ɨw         | âu      | râu [rɨw] « rivière »                        |
| ew         | eu      | leu [lew] « lion »                           |
| iw         | iu      | scriu [skriw] « j’écris »                    |
| ow         | ou      | ou [ow] « œuf »                              |
| uw         | uu      | eu continuu [jew konˈti.nuw] « je continue » |

Diphtongues ascendantes (dont la semi-voyelle est le premier élément) :
[j] + voyelle :
| Diphtongue | Graphie | Exemple                       |
| ---------- | ------- | ----------------------------- |
| ja         | ia      | iarnă [ˈjar.nə] « hiver »     |
| je         | ie      | iepure [ˈje.pu.re] « lièvre » |
| jo         | io      | iobag [joˈbag] « serf »       |
| ju         | iu      | iubire [juˈbi.re] « amour »   |

[w] + voyelle :
| Diphtongue | Graphie | Exemple                          |
| ---------- | ------- | -------------------------------- |
| wa         | ua      | steaua [ˈste̯a.wa] « l’étoile »   |
| wə         | uă      | plouă [ˈplo.wə] « il pleut »     |
| we         | ue      | înșeuez [ɨn.ʃeˈwez] « je selle » |
| wɨ         | uâ      | plouând [ploˈwɨnd] « pleuvant »  |

Autres diphtongues ascendantes :
| Diphtongue | Graphie | Exemple                                                     |
| ---------- | ------- | ----------------------------------------------------------- |
| e̯a         | ea      | stea [ste̯a] « étoile »                                      |
| e̯o         | eo      | vreodată [vre̯oˈda.tə] « jamais » (en construction positive) |
| e̯u         | eu      | pe-un [pe̯un] « sur un »                                     |
| o̯a         | oa      | floare [ˈflo̯a.re] « fleur »                                 |

### Triphtongues
Les triphtongues se composent de deux semi-voyelles et d’une voyelle dans la même syllabe. Il y en a relativement beaucoup.
On peut avoir les combinaisons suivantes :
Semi-voyelle + voyelle + semi-voyelle :
| Triphtongue | Graphie | Exemple                                           |
| ----------- | ------- | ------------------------------------------------- |
| e̯aj         | eai     | spuneai [spuˈne̯aj] « tu disais »                  |
| e̯aw         | eau     | beau [be̯aw] « je bois »                           |
| jaj         | iai     | tăiai [təˈjaj] « tu coupais »                     |
| jaw         | iau     | iau [jaw] « je prends »                           |
| jej         | iei     | miei [mjej] « agneaux »                           |
| jew         | eu      | eu [jew] « je, moi »                              |
| joj         | i-oi    | i-oi spune [joj ˈspune] « je lui dirai »          |
| jow         | iou     | maiou [ma'jow] « maillot »                        |
| waj         | uai     | înșeuai [ɨn.ʃeˈwaj] « tu sellais »                |
| waw         | uau     | înșeuau [ɨn.ʃeˈwaw] « ils/elles sellaient »       |
| wəj         | uăi     | rouăi [ˈro.wəj] « de/à la rosée » (génitif/datif) |
| o̯aj         | oai     | leoaică [leˈo̯aj.kə] « lionne »                    |

Semi-voyelle + semi-voyelle + voyelle :
| Triphtongue | Graphie | Exemple                           |
| ----------- | ------- | --------------------------------- |
| e̯o̯a         | eoa     | pleoapă [ˈple̯o̯a.pə] « paupière »  |
| jo̯a         | ioa     | creioane [kreˈjo̯a.ne] « crayons » |

### Traitement de l'hiatus
L'hiatus entre deux voyelles est d’ordinaire évité par l’introduction de l’une des semi-voyelles [j] et [w], non marquées dans la graphie, devant la deuxième voyelle : vie ['vi.je] « vignoble », laudă ['la.wu.də] « louange ». Dans certains mots, surtout empruntés, l'hiatus n’est pas évité : maestru [ma'es.tru] « maître, maéstro », haos ['ha.os] « chaos », boa ['bo.a] « boa ». L'hiatus étant évité ou non, dans l’écriture, la seconde voyelle passe dans la syllabe suivante.

### Consonnes
Les vingt consonnes du roumain sont les suivantes :
|                   | Bilabiales | Labio-dentales | Alvéolaires | Post-alvéolaires | Vélaires | Glottale |
| ----------------- | ---------- | -------------- | ----------- | ---------------- | -------- | -------- |
| Nasales           | m          |                | n           |                  |          |          |
| Occlusives        | p b        |                | t d         |                  | k ɡ      |          |
| Affriquées        |            |                | t͡s          | t͡ʃ d͡ʒ            |          |          |
| Fricatives        |            | f v            | s z         | ʃ ʒ              |          | h        |
| Roulée            |            |                | r           |                  |          |          |
| Spirante latérale |            |                | l           |                  |          |          |

Certains linguistes ajoutent deux autres consonnes à cet inventaire, la [k̟j] et la [ɡ̟j] palatalisées.
La graphie des consonnes est représentée dans le tableau ci-dessous :
| Consonne | Graphie                     | Exemple                              |
| -------- | --------------------------- | ------------------------------------ |
| /p/      | p                           | piele [ˈpje.le] « peau »             |
| /b/      | b                           | bine [ˈbi.ne] « bien »               |
| /t/      | t                           | teren [teˈren] « terrain »           |
| /d/      | d                           | deget [ˈded͡ʒet] « doigt »            |
| /k/      | c                           | cal [kal] « cheval »                 |
| /k/      | ch devant e                 | chel [kel] « chauve »                |
| /k/      | ch devant i                 | chibrit [kiˈbrit] « allumette »      |
| /k/      | k (dans des mots étrangers) | kilogram [ki.loˈɡram] « kilogramme » |
| /g/      | g                           | gară [ˈɡa.rə] « gare »               |
| /g/      | gh devant e                 | ghem [ɡem] « peloton (de laine) »    |
| /g/      | gh devant i                 | a ghici [a ɡiˈt͡ʃi] « deviner »       |
| /t͡s/     | ț                           | țel [t͡sel] « but »                   |
| /t͡ʃ/     | c devant e                  | cer [t͡ʃer] « ciel »                  |
| /t͡ʃ/     | c devant i                  | cine [ˈt͡ʃi.ne] « qui »               |
| /d͡ʒ/     | g devant e                  | ger [d͡ʒer] « gel »                   |
| /d͡ʒ/     | g devant i                  | ginere [ˈd͡ʒi.ne.re] « gendre »       |
| /m/      | m                           | mare [ˈma.re] « mer »                |
| /n/      | n                           | nor [nor] « nuage »                  |
| /r/      | r                           | rar [rar] « rare »                   |
| /f/      | f                           | film [film] « film »                 |
| /v/      | v                           | vin [vin] « vin »                    |
| /s/      | s                           | sac [sak] « sac »                    |
| /z/      | z                           | zonă [ˈzo.nə] « zone »               |
| /ʃ/      | ș                           | șină [ˈʃi.nə] « rail »               |
| /ʒ/      | j                           | jurnal [ʒurˈnal] « journal »         |
| /h/      | h                           | hotel [hoˈtel] « hôtel »             |
| /l/      | l                           | larg [larɡ] « large »                |

À la différence des langues romanes occidentales, le roumain possède la consonne /h/, mais non pas dans des mots hérités du latin, où il s’est perdu comme dans les autres langues romanes, sauf parfois dans la graphie : lat. habere > roumain a avea, français avoir, italien avere, espagnol haber, portugais haver. En roumain, /h/ existe dans des emprunts, par exemple à l’ukrainien (horn « cheminée ») ou au hongrois : heleșteu « étang ».
Les consonnes géminées ne sont pas caractéristiques pour le roumain, à l’exception de nn, qui se forme au contact du préfixe în- avec les mots commençant par n : în + nod « nœud » > a înnoda « nouer ».

### Accentuation
En roumain, l’accent est tonique. Il peut frapper n’importe laquelle des cinq dernières syllabes d’un mot. Les mots terminés en consonne sont en général accentués sur la dernière syllabe et ceux en voyelle – sur l’avant-dernière.
Tous les mots ne sont pas accentués, tels les articles, les prépositions, les conjonctions et les verbes auxiliaires, qui forment du point de vue phonétique un seul mot avec le mot à sens lexical qui les suit ou les précède. Dans certains cas, le mot phonétique ne se caractérise que par son accent unique mais au contact de deux voyelles, une finale de mot et l’autre initiale de mot, ils peuvent se souder plus étroitement aussi.
La soudure est obligatoire entre certains pronoms personnels atones en fonction de complément d’objet direct ou de complément d’objet indirect et leur verbe régent. Elle se fait dans certains cas comme en français, par élision, c’est-à-dire la chute de la voyelle finale du premier mot (mă + a văzut → m-a văzut « il/elle m’a vu(e) »), dans d’autres par la formation d’une diphtongue des deux voyelles : ne + a văzut → ne-a văzut [ne̯avə'zut] « il/elle nous a vu(e)s ».
De telles soudures ont lieu facultativement aussi, dans la parole rapide, moins bien articulée. Dans ce cas, c’est la voyelle finale du premier mot ou l’initiale de la seconde qui peut tomber :
nu am (parole lente) vs. n-am (parole rapide) « je n’ai pas » ;
Cine așteaptă în curte? (parole lente) vs. Cine așteaptă-n curte? (parole rapide) « Qui attend dans la cour ? »
Il y a également soudure facultative par formation de diphtongue : Cine a sunat? ['t͡ʃine asu'nat] (parole lente) vs. ['t͡ʃine̯a su'nat] (parole rapide) « Qui a sonné ? »
L’accent a parfois une valeur fonctionnelle en roumain, c’est-à-dire qu’il différencie le sens de certains mots. Il y a également des formes verbales différenciées par la place de l’accent. À l’écrit, dans les rares cas où le sens d’un tel mot ne ressort pas clairement du contexte, l’accent est marqué par un diacritique, généralement l’accent aigu, de même que dans les dictionnaires monolingues du roumain.
| acéle « celles-là »          | ácele « les aiguilles »             |
| véselă « gaie »              | vesélă « vaisselle »                |
| copíi « enfants »            | cópii « copies »                    |
| úmblă « il/elle marche »     | umblắ « il/elle marcha »            |
| desfác ásta « je défais ça » | dés fac asta « je fais souvent ça » |

| móbilă « mobilier » | mobílă « mobile » | mobilắ « il/elle meubla » |

## Évolutions phonétiques depuis le latin
Dans la langue roumaine on retrouve tous les phones du latin. Dans certaines positions, ils se sont conservés tels quels, dans d’autres ils ont subi divers changements. Parfois ils ont évolué d’un phone existant en latin en un autre toujours existant en latin, d’autres fois en phones inexistants en latin, d’autres fois encore ils ont disparu. Dans les sections ci-après on présente l’évolution des phones du latin jusqu’au roumain.

### Voyelles
Le latin classique possédait cinq voyelles (a, e /e/, i, o, u /u/), chacune avec une variante brève et une longue, tandis que l’accent était principalement de hauteur et secondairement tonique. Dans l’étape du latin vulgaire, l’opposition brève–longue s’est graduellement estompée et l’accent est devenu principalement tonique, traits dont ont hérité toutes les langues romanes.
Très généralement, les voyelles toniques et celles initiales de mot se sont plutôt conservées et les voyelles atones sont devenues plus fermées. Dans certaines positions, les voyelles latines ont évolué en diphtongue ou en l’une de deux voyelles nouvelles. Un facteur important de l’apparition de ces voyelles a été le fait de se trouver devant une consonne nasale.

#### a
La voyelle a tonique et celle initiale de mot s’est en général conservée, par exemple dans barba > barbă « barbe » ou dans amarus > amar « amer ».
Dans certains cas, a tonique a évolué en la voyelle inexistante en latin [ə], notamment dans certaines formes de certains types de verbes. Exemples : cantamus > cântăm « nous chantons », cantavit > cântă « il/elle chanta », dat > dă « il/elle donne ».
Devant une consonne nasale, a tonique est devenue d’abord [ə], puis l’autre voyelle inexistante en latin, /ɨ/ : campus > cămp > câmp « champ », sanguem > sănge > sânge « sang ».
La voyelle a atone aussi s’est fermée d’ordinaire en /ə/ à l’intérieur des mots [barbatus > bărbat « homme » (mâle)] et en fin de mot : casa > casă « maison ». En début de mot, elle s’est fermée encore plus, en /ɨ/, mais seulement si elle était suivie d’une consonne nasale : *antaneus > întâi « premier ».

#### e
La voyelle e s’est conservée, par exemple en position tonique, devant m + voyelle (tremolo > tremur « je tremble ») ou, en position atone, en fin de mot, après la chute de m : leporem > iepure « lièvre ».
Accentuée, cette voyelle a évolué en la diphtongue [e̯a] dans les mots monosyllabiques [det > dea « qu’il/elle donne » (subjonctif)] et dans ceux où la voyelle suivante était a : sera > seară « soir », crescat > crească « qu’il/elle croisse ». Le même changement a eu lieu si la voyelle suivante était e, mais par la suite, la diphtongue a rechangé en e (legem > leage > lege « loi »), sauf après une consonne labiale, où elle s’est réduite à a : feta > feată > fată « fille ». À noter cependant que dans tous ces mots, la diphtongue et a alternent avec e au cours de la flexion : seri « soirs », crește « il/elle croît », fete « filles ».
La diphtongue [e̯a] s’est formée également dans les mots où en latin il y avait hiatus entre e et a (mea > mea « ma, mienne ») ou dans lesquels il s’était formé un hiatus à la suite de la chute d’un/de phone(s) se trouvant entre ces voyelles : credebat > credea « il/elle croyait ».
Une autre diphtongue, [je], est le résultat de l’évolution de e tonique dans des mots où elle n’était pas précédée de r̄ (r fort) et n’était pas dans le voisinage d’une consonne nasale : pectus > piept « poitrine ». Après t, d et s, cette diphtongue a rechangé en e, après que la semi-voyelle a changé ces consonnes en /t͡s/, /d͡z/ et /ʃ/, respectivement, et a disparu : texo > tiesu > țes « je tisse ».
Dans une étape ancienne du roumain, [je] a évolué en la triphtongue [je̯a], qui s’est réduite par la suite à une autre diphtongue, [ja], ou en la diphtongue initiale, [je] : petra > *pietra > *pieatră > piatră « pierre », *melem > *mieare > miere « miel ».
Accentuée devant une consonne nasale, e a évolué en /ɨ/ là où dans la syllabe suivante il y avait une voyelle autre qu’antérieure : fenum > fân « foin ».
Dans certains cas, e, aussi bien accentuée que non accentuée est devenue i. Accentuée, e a changé en i devant une consonne nasale, si la voyelle suivante était e ou i : dentem > dinte « dent ». Atone, e a évolué en i de façon non régulière, par assimilation ou dissimilation : petiolus > picior « jambe ».
Après r initiale de mot ou géminée, e a évolué en /ə/ : respondere > răspunde « répondre », horresco > urăsc « je hais ».
En position atone, après une consonne labiale et devant une syllabe à voyelle autre que e ou i, e a changé également en /ə/ : imperator > împărat « empereur ».

#### i
Cette voyelle s’est en général conservée en position tonique, par exemple dans frigus > frig « froid » (nom), sauf si elle était précédée de r initiale de mot ou géminée. Dans ce cas, elle a évolué en /ɨ/ : rideo > râd « je ris », horrire > urî « haïr ».
En début de mot aussi, devant une consonne nasale, i est devenue /ɨ/ : imperator > împărat « empereur », in > în « en, dans ».
Après une consonne labiale, i a évolué en /ə/, si la voyelle suivante était autre que e ou i : pilus > păr « cheveux ».
En latin, i finale de mot était l’un des morphèmes du pluriel. Elle s’est conservée telle quelle seulement après le groupe de consonnes str (nostri > noștri « nos, nôtres »), devenant asyllabique dans les autres cas : lupi ['lupi] > lupi [lupʲ] « loups ».

#### o
Accentuée, o s’est conservée devant une consonne autre que nasale, si la voyelle suivante était autre que a ou e : porcus > porc « cochon », dominus > domn « seigneur, monsieur », homo > om « homme ».
Dans les mots où la voyelle suivante était a ou e, o accentuée a donné la diphtongue [o̯a] : coda > coadă « queue », florem > floare « fleur ». Cette diphtongue alterne avec o au cours de la flexion : cozi « queues », flori « fleurs ».
Devant les consonnes nasales, o tonique s’est fermée à /u/ : frontem > frunte « front ».
La même évolution concerne o atone initiale de mot et à l’intérieur des mots (oricla > ureche « oreille », leporem > iepure « lièvre »), bien que dans certains cas elle soit redevenue o par analogie, par exemple dans porcarius > purcar > porcar « porcher », sous l’influence de porc. En fin de mot aussi, o a changé d’abord en /u/, puis est devenue asyllabique, pour disparaître finalement : homo > omu > [omʷ] > om « homme ».

#### u
Tonique dans toute position, de même que atone en début de mot et à l’intérieur des mots, /u/ s’est en général conservée : lupus > lup « loup », urceolus > urcior « cruche », lingula > lingură « cuillère ».
Plus rarement, devant une consonne nasale, [u] tonique et [u] atone ont évolué en /ɨ/ : aduncus > adânc « profond », hirundinella > rândunea « hirondelle ».
Les terminaisons latines -us et -um ont d’abord perdu leur consonne, puis /u/ et devenue asyllabique, ne disparaissant totalement qu’au XVIIIe siècle : lutus > lutu > [lutʷ] > lut « glaise », multum > multu > [multʷ] > mult « beaucoup ».

### Formation d’autres diphtongues que [e̯a], [o̯a], [je] et [ja], ainsi que de triphtongues
Les diphtongues latines ne se sont pas conservées en roumain. Seule [aw] a résisté un certain temps, puis ses deux éléments se sont séparés : laudo ['law.do] > laudu ['law.du] > laud ['la.wud] « je vante ». Cette diphtongue est réapparue en roumain, par exemple à la suite de l’évolution d’une forme du verbe dare « donner » : *dao > dau « je donne ».
Les diphtongues [aj], [ej], [ij], [oj], [ɨw], [iw], [ow], etc. se sont formées d’ordinaire en fin de mot, à la suite de la chute d’une consonne entre deux voyelles : laudavi > *laudai > lăudai « je vantai », grevi > grei « lourds », audivi > auzii « j’entendis », novi > noi « neufs », granum > grău > grâu « blé », tardivus > târziu « tardif, tard », *bovus > bou « bœuf ».
La semi-voyelle des diphtongues [ɨj] et [uj] est le résultat de la palatalisation de la nasale n qui suivait la voyelle : *antaneus > [ɨn'tɨɲu] > întâi « premier », cuneus > ['kuɲu] > cui « clou » (cf. français « coin »).
Des exemples de formation de triphtongues sont les évolutions de deux formes du verbe levare, consistant en la palatalisation de l jusqu’à [j], la chute de v et la fermeture de o : levo > ieu [jew] > iau [jaw] « je prends » et *levi > iei [jej] « tu prends ».

### Consonnes
Les consonnes latines se sont conservées dans beaucoup de cas en roumain, mais dans certaines situations elles ont évolué en consonnes affriquées, inexistantes en latin, ou en quelques fricatives nouvelles par rapport au latin. Ce sont les consonnes latines suivies de e ou i qui ont donné le plus souvent les consonnes nouvelles. Toutes les consonnes latines géminées (longues) qui n’ont pas évolué en un autre phone ou n’ont pas disparu, sont devenues brèves. Les consonnes finales de mot sont d’ordinaire tombées. Les sections suivantes présentent l’évolution des consonnes et des groupes de consonnes du latin au roumain.

#### Occlusives
Les variantes sourdes et voisées des consonnes occlusives ont généralement évolué de façon analogue, en gardant leur trait concernant la sonorité.
La consonne p s’est en grande mesure conservée : plangere > plânge « pleurer », capra > capră « chèvre », sappa > sapă « houe ». Exceptionnellement, elle a changé en n ou en t : nuptiae > nunți « noces », despectus > deștept « éveillé, intelligent ».
La consonne b s’est en général conservée (basilica > biserică « église », carbonem > cărbune « charbon », albus > alb « blanc »), mais entre deux voyelles, elle est d’ordinaire tombée : scribere > scrie « écrire ».
La consonne t s’est conservée dans la plupart des cas (tondere > tunde « tondre », porta > poartă « portail », canto > cânt « je chante »), sauf si en début de mot et à l’intérieur des mots elle était suivie de e ou de i, devenant :
- /t͡s/ devant e (terra > țară « pays »), i [barbati > bărbați « hommes » (mâles)], i + a tonique ou atone (invitiare > învăța « apprendre »), i + u atone: pretium > preț « prix » ;
- /t͡ʃ/ devant i + o tonique : fetiolus > fecior « gars ».

En fin de mot, par exemple dans les verbes, t a disparu : scribet > scrie « il/elle écrit ».
La consonne d a connu des évolutions analogues à celles de t, se conservant ou changeant dans les mêmes situations en :
- /d͡z/, puis z : dormire > dormi « dormir », coda > coadă « queue », vendo > vând « je vends », dicere > zice « dire », Diana > zână « fée », radia > rază « raie, rayon », prandium > prânz « déjeuner » ;
- /d͡ʒ/, puis /ʒ/: deosum ou diosum > [d͡ʒos] > jos [ʒos] « (en) bas ».

La prononciation de la lettre c en latin classique était [k] dans toutes les situations. En roumain, elle est restée telle à l’initiale et à l’intérieur des mots (cantus > cânt « chant », arcus > arc « arc », peccatum > păcat « péché »), sauf si elle était suivie de e ou i, cas où elle est devenue une affriquée :
- /t͡ʃ/ devant e ou i toniques ou atones (cera > ceară « cire », caelum > cer « ciel », facere > face « faire », vicinus > vecin « voisin »), ainsi que devant i + o tonique: urceolus > urcior « cruche » ;
- /t͡s/, devant i + voyelle tonique (discalciare > descălța « déchausser ») et i + o ou u atones: inglacio > îngheț « je gèle », nutricium > nutreț « fourrage ».

La consonne g s’est conservée ou est devenue une affriquée devant e ou i dans les mêmes situations que c : gula > gură « bouche » (cf. français « gueule »), rogat > roagă « il/elle prie », fagus > fag « hêtre », legem > lege ['led͡ʒe] « loi », ungere > unge ['und͡ʒe] « oindre », fugire > fugi [fu'd͡ʒi] « fuir ».
En latin classique il y avait aussi deux consonnes labiovélarisées, qu [kʷ] et gu [gʷ], qui se sont réduites à /k/ et /g/, respectivement, dès l’étape du latin vulgaire. En roumain, cette /k/ s’est conservée devant les autres voyelles que e, i et a (quomodo > cum « comment »), a évolué en /t͡ʃ/ devant e ou i (quinque > cinci « cinq ») et en p devant a : aqua > apă « eau ». La consonne [gʷ] a évolué de façon analogue : unguo > ung « j’oins », sanguem > sânge ['sɨnd͡ʒe] « sang », lingua > limbă « langue ».

#### Nasales
La consonne m s’est conservé en début de mot et généralement à l’intérieur des mots aussi (musca > muscă « mouche », dormire > dormi « dormir », fumus > fum « fumée »), mais a disparu en fin de mot (partem > parte « part ») et de la suite a + m + n : scamnum > scaun « chaise ».
La consonne n aussi est tombée en fin de mot (nomen > nume « nom ») et s’est généralement conservée à l’initiale et à l’intérieur des mots : nasus > nas « nez », lana > lână « laine », prunus > prun « prunier ». Un cas important de son changement est sa palatalisation puis sa disparition devant e + une autre voyelle : *antaneus > [ɨn'tɨɲu] > întâi « premier », vinea > ['viɲe] > vie ['vije] « vignoble ».

#### Fricatives
Le roumain a gardé la consonne f dans toutes les situations : frictura > friptură « rôti » (cf. français « friture »), inflorire > înflori « fleurir », afflare > afla « apprendre (une nouvelle), trouver », stufus > stuf « roseau ».
La consonne v s’est formée en latin vulgaire à partir de la semi-voyelle [w] (écrite u) et s’est conservée en roumain en début de mot (verus > văr « cousin ») et à l’intérieur des mots (conventum > cuvânt « mot »), sauf entre deux voyelles. Dans une telle position elle est tombée (cantavi > cântai « je chantai » ou a évolué en /u/ : alevatum > aluat « pâte » (en boulangerie et pâtisserie).
La consonne s s’est conservée à l’initiale et à l’intérieur des mots (salicem > salcie « saule », grossus > gros « épais » (cf. français « gros »), ursus > urs « ours »), sauf devant e ou i, devenant /ʃ/ (serpes > șarpe « serpent », vesica > beșică « vessie »), et devant une consonne sonore, devenant z par assimilation : disligare > dezlega « délier ». En fin de mot, elle est tombée : ursus > urs « ours ».

#### Liquides
La consonne liquide latérale l brève s’est en général conservée en début de mot et à l’intérieur des mots : lacrima > lacrimă « larme », palma > palmă « paume ». Cependant, en début de mot, devant e ou i, ainsi qu’à l’intérieur des mots, devant e ou i + une autre voyelle, l s’est palatalisée, puis est devenu [j] ou a disparu : leporem > ['ljepure] > iepure ['jepure] « lièvre », linum > ['ljinu] > in « lin », trifolium > [tri'folju] > trifoi [tri'foj] « trèfle ».
À l’intérieur des mots, l intervocalique a évolué en r, y compris si la deuxième voyelle était e ou i non suivie d’une autre voyelle : mola > moară « moulin », padulem > pădure « forêt », pulicem > purice « puce ».
Géminée en latin classique, ll était probablement prononcée brève en latin vulgaire. Elle est restée telle là où elle était suivie de i atone ou de a tonique (vallis > vale « vallée », macellarius > măcelar « boucher »), elle s’est palatalisée, puis a disparu devant e ou i tonique (malleus > ['malju] > mai « maillet », gallina > [gə'ljinə] > găină « poule »), et elle est tombée devant a atone : stella > stea « étoile ».
La liquide rhotique r s’est conservée dans la plupart des cas : risus > râs « rire » (nom), arcus > arc « arc », carraria > cărare « sentier », aurus > aur « or ». Finale de mot, r s’est conservée dans certains mots dans sa position d’origine (vultur > vultur « aigle ») et dans d’autres par métathèse (inter > între « entre »), tandis que d’autres mots encore l’ont perdue : frater > frate « frère ».

#### [j]
La consonne spirante palatale voisée ou la semi-voyelle [j], écrite i en latin, est devenu d’abord [d͡ʒ], ensuite [ʒ]. Elle se trouvait en début de mot (iocus > ['d͡ʒoku] > joc [ʒok] « jeu ») ou à l’intérieur de certains mots : adiutare > [ad͡ʒu'ta] > ajuta [aʒu'ta] « aider ».

#### Groupes de consonnes
Dans le groupe cl, l s’est palatalisée, puis a disparu, après avoir palatalisé c : clamo > ['kljemu] > chem [kʲem] « j’appelle » (cf. français « je clame »).
Le groupe gl a connu une évolution analogue : glemus > ['gljemu] > ghem [gʲem] « peloton » (de fil).
Le groupe [ks], écrit x en latin, est devenu dans certains cas s ou /ʃ/ déjà dans le latin vulgaire, par conséquent on a les exemples d’évolution laxare > lăsa « laisser », lixivia > leșie « lessive ». Dans d’autres cas, [ks] > [ps] : coxa > coapsă « cuisse ».
L’évolution du groupe ct a mené à pt : octo > opt « huit », lucta > luptă « lutte », noctem > noapte « nuit ».
Dans le groupe gn, n a assimilé g : pugnum > pumn « poing », signum > semn « signe ».
Le groupe ns s’est généralement réduit à s : densus > des « dense », mensa > masă « table ».
Le groupe tl a changé d’abord en cl, puis l s’est palatalisée, et finalement le groupe s’est réduit à [kʲ] : latin classique vetulus > latin vulgaire vetlus > ['veklju] > vechi [vekʲ] « ancien » (cf. français « vieux »).
Évolution d’autres groupes :
- rv > rb : cervus > cerb « cerf » ;
- lv > lb : pulverem > pulbere « poussière » (cf. français « poudre ») ;
- br > ur : latin classique cribrum > latin vulgaire cibrum > ciur [t͡ʃur] « crible » ;
- bl > ul : latin classique stabulum > latin vulgaire stablum > staul « étable » ;
- nct > nt : unctum > unt « beurre » (cf. français « oint »).

## Sources bibliographiques
- (ro) Académie roumaine, Institut de linguistique Iorgu-Iordan – Al.-Rosetti, Dicționarul ortografic, ortoepic și morfologic al limbii române [« Dictionnaire orthographique, orthoépique et morphologique du roumain »], 2de édition, Bucarest, Univers enciclopedic, 2005 ; sur Internet : Dicționare ale limbii române [« Dictionnaires du roumain »] (Dexonline), page Articole lingvistice (consulté le 23 mai 2017)
- (ro) Brâncuș, Grigore, Introducere în istoria limbii române I [« Introduction à l’histoire du roumain »], 1er vol., 2de édition, Bucarest, Editura Fundației România de Mâine, 2005,  (ISBN 973-725-219-5) (consulté le 23 mai 2017)
- (en) Chițoran, Ioana, The Phonology of Romanian: A Constraint-based Approach [« Phonologie du roumain. Une approche par contraintes »], Berlin – New York, Mouton de Gruyter, 2002,  (ISBN 3-11-016766-2) (consulté le 23 mai 2017)
- (ro) Ciorănescu, Alexandru, Dicționarul etimologic al limbii române [« Dictionnaire étymologique du roumain »], Bucarest, Saeculum I. O., 2007,  (ISBN 973-9399-86-X) ; sur Internet : Dicționare ale limbii române [« Dictionnaires du roumain »] (Dexonline), les articles signés DER (consulté le 23 mai 2017)
- (en) Cojocaru, Dana, Romanian Grammar [« Grammaire roumaine »], SEELRC, 2003 (consulté le 23 mai 2017)
- (en) Crystal, David, A Dictionary of Linguistics and Phonetics [« Dictionnaire de linguistique et de phonétique »], 6e édition, Blackwell Publishing, 2008,  (ISBN 978-1-4051-5296-9) (consulté le 18 février 2023)
- Dubois, Jean et al., Dictionnaire de linguistique, Paris, Larousse-Bordas/VUEF, 2002 (consulté le 18 février 2023)
- (ro) Petrovici, Emil. Sistemul fonematic al limbii române [« Système phonématique du roumain »], Studii și cercetări lingvistice, no 7, 1956, p. 7-14.